# Amplification optique
Pour les articles homonymes, voir Amplification.
L'amplification optique est l'amplification directe d'un flux de photons à travers un composant, longtemps utilisée seule après l'apparition des lasers dont elle est l'un des deux phénomènes indispensables avec le phénomène de résonance. Les amplificateurs optiques sont utilisés dans le domaine des télécommunications à fibres optiques et dans certaines applications métrologiques de faible flux lumineux. Les matériaux utilisés peuvent être aussi bien des cristaux (semi-conducteurs) que des matériaux amorphes (silice dopée).
Le phénomène physique à la base de l'amplification optique est l'émission stimulée qui correspond à l'émission d'un photon consécutivement au passage d'un autre photon. Ce phénomène est le phénomène inverse de l'absorption avec un paramètre g appelé gain qui est l'opposé du coefficient d'absorption a. Un matériau devient amplificateur lorsqu'on a réalisé l'inversion de population qui consiste à peupler les niveaux énergétiques supérieurs de manière plus importante que les niveaux inférieurs à l'aide d'une source extérieure appelée pompe. Les amplificateurs optiques à fibres ont connu un essor important grâce aux télécommunications optiques pour regénérer le signal. Elles ont l'avantage d'une faible sensibilité à la polarisation par rapport aux amplificateurs à semi-conducteurs. Comme elles amplifient toutes les longueurs d'onde dans un domaine, elles ont permis le développement de la technologie DWDM.

## Amplification d'un faisceau Laser
Le système d'amplification est composé d'un amplificateur à proprement parler, et d'un laser de pompe. Dans l'amplificateur se trouve un cristal, un cristal de titane-saphir en général.

### Fonctionnement d'un Laser à cristal
Le phénomène d'émission stimulée est directif contrairement à l'émission spontanée qui est l'origine du flux à amplifier.  
Le processus d'amplification est le suivant:

Le rayon laser provenant du laser de pompe va "pomper" le cristal, faisant passer les électrons du cristal de l'état fondamental à l'état excité. À ce moment précis arrive dans le cristal le faisceau laser à amplifier, qui reçoit l'énergie des électrons retournant à l'état fondamental.
Grâce à un jeu de miroirs, le rayon laser à amplifier va être renvoyé plusieurs fois dans le cristal, avant de ressortir de l'amplificateur.

### Fonctionnement d'un Laser à gaz: le Laser He-Ne
Le laser à Hélium-Néon (He-Ne) fonctionne également sur le principe de l'émission stimulée. À l'aide d'une charge électrique, on stimule les atomes d’hélium dans le mélange de gaz, les faisant passer de leur état fondamental à un état quantique excité métastable. Cette énergie est ensuite communiquée aux atomes de Néon qui passent à leur tour dans un état excité.
Mais avoir une population plus élevées dans le niveau que dans le niveau bas n'est pas une situation d'équilibre.C'est le pompage qui permet d'amener suffisamment d'atomes dans un niveau haut. On a alors ce qu'on appelle une inversion de population, que l'on note {\displaystyle \Delta N=N_{2}-N_{1}}, où {\displaystyle N_{2}} est la population de niveau haut et {\displaystyle N_{1}} la population de niveau bas. Il y a amplification si cette inversion est positive.
C'est alors l'émission spontanée entre les états excités et non excités qui produit une émission lumineuse de longueur d'onde 633nm.